# Zàuiya de Sidi Abdelaziz
La Zàuiya de Sidi Abdelaziz es troba a Marràqueix, al Marroc, al voltant de la tomba de l'erudit musulmà (ulema) i sant sufí Sidi Abu Fāris 'Abd al-'Azīz 'Abd al-Haq at-Tabbā', que va morir a Marràqueix el 1508. Sidi Abdelaziz és considerat un dels set sants de Marràqueix, i la seua tomba és una parada important per a pelegrins. La zàuiya es troba al cor de la medina de Marràqueix, al barri de Mouassine.

## Context històric

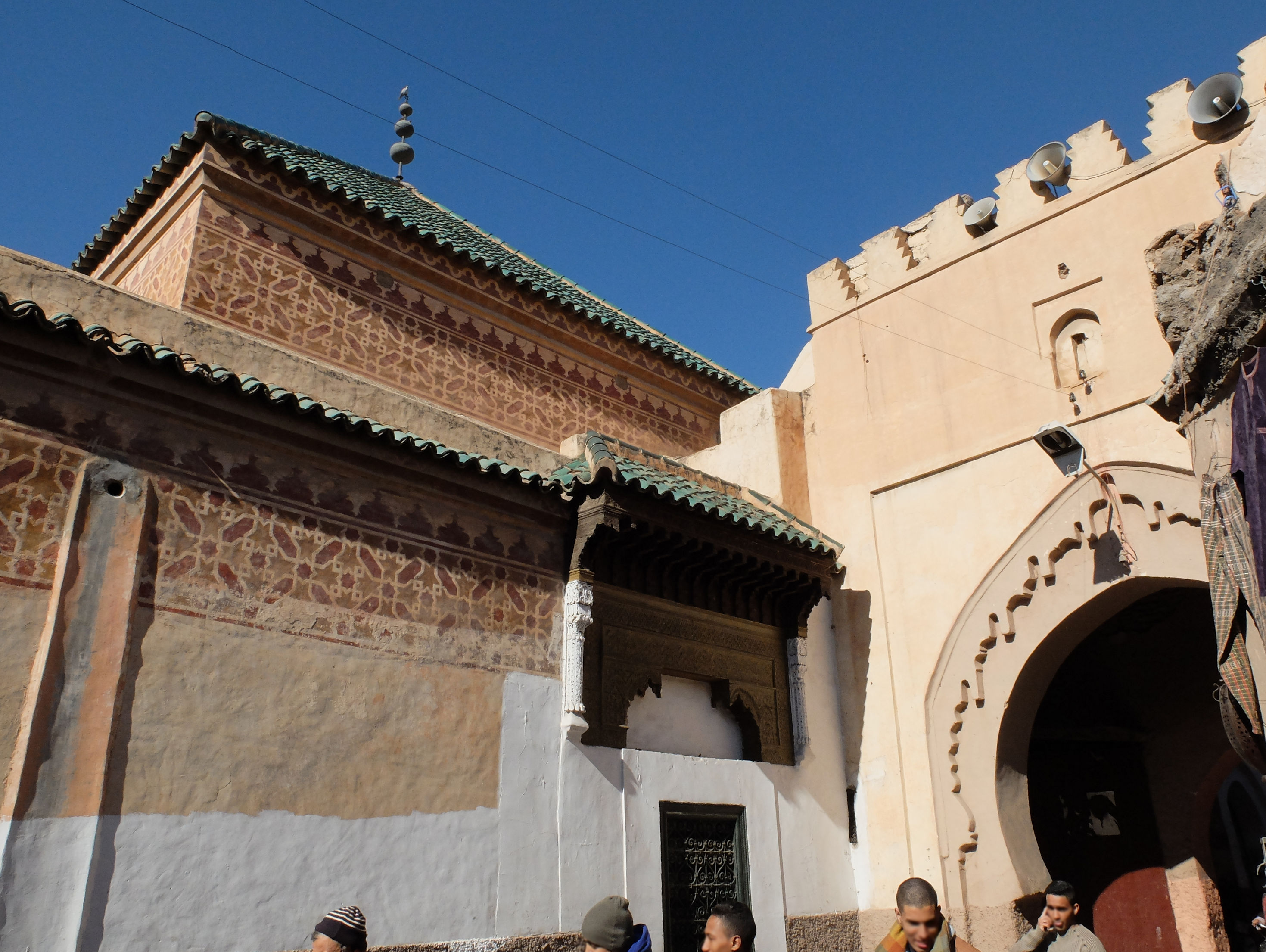
El costat est de la zàuiya, vist des del carrer. El mausoleu està rematat amb la característica coberta piramidal de teula verda

Sidi Abdelaziz Tebbâa fou el deixeble més important del mestre sufí al-Jazouli, que va morir el 1465 i el mausoleu del qual també és a Marràqueix (perquè el seu cos hi fou traslladat pels sadites el 1523-24). Sidi Abdelaziz, originari de Marràqueix, ensenyava a la Madrassa d'al-'Attarina a Fes i es va convertir en el successor espiritual d'al-Jazouli. Juntament amb al-Jazouli i cinc més, també fou considerat un dels Set Sants de Marràqueix (una institució religiosa establerta pel soldà Mulay Ismail), i el van considerar el patró dels adobers de la ciutat. Entre aquests set sants també hi havia Sidi Abdellah El Ghazouani, deixeble i successor de Sidi Abdelaziz i després enterrat en una altra zàuiya més al sud.
El conjunt format per la zàuiya presenta una barreja d'arquitectura sadita i alauita. El mausoleu es va construir amb els sadites, a la primeria del segle XVI. Segons Gaston Deverdun, però, l'edifici actual data en gran part del regnat de Mulay Muhammad Ben Abdallah (governador de Marràqueix del 1746 al 1757, i després soldà del 1757 al 1790), responsable de la construcció i restauració de molts monuments de la ciutat. El soldà va construir la cúpula que dona a la tomba del sant. L'any 1992, l'adorn d'or massís de la cúpula va desaparéixer.